# Tensão elétrica de Planck
A tensão elétrica de Planck é a unidade de tensão elétrica, notada por VP, no sistema de unidades naturais conhecido como unidades de Planck.
{\displaystyle V_{P}={\frac {E_{P}}{q_{P}}}={\sqrt {\frac {c^{4}}{G4\pi \epsilon _{0}}}}\approx } 1.04295 × 1027 V
onde
{\displaystyle E_{P}} é a energia de Planck
{\displaystyle q_{P}} é a carga de Planck
{\displaystyle c} é a velocidade da luz no vácuo
{\displaystyle G} é a constante gravitacional.